# Storia della Sicilia fenicia
La dominazione fenicia in Sicilia iniziò prima dell'VIII secolo a.C., con la creazione di tre città-emporio nella zona occidentale dell'isola, e finì il 241 a.C., con la vittoria dei Romani nella prima Guerra Punica. Il periodo in cui una porzione dell'isola è stata governata da Cartagine è definito "punico".

## Primi insediamenti
I Fenici erano un popolo semita, che dall'odierno Libano stabilì un gran numero di colonie in tutto il mar Mediterraneo. La loro importanza fu offuscata da una delle colonie, Cartagine, fondata nell'814 a.C. nel nord dell'odierna Tunisia. 
Nel 734 a.C. i Fenici avevano fondato Mabbonath l'odierna Palermo, già abitata dai Sicani. Precedente è la fondazione di Mtw cioè Mozia, che si ingrandì molto ospitando i Fenici espulsi dai Greci. Kfra (Solunto) fu il terzo polo delle colonie fenice in Sicilia, fondato intorno al 700 a.C. Le tre città rivestirono un ruolo di primaria importanza nei commerci con le zone circostanti e validi porti amici per le navi degli alleati Elimi.

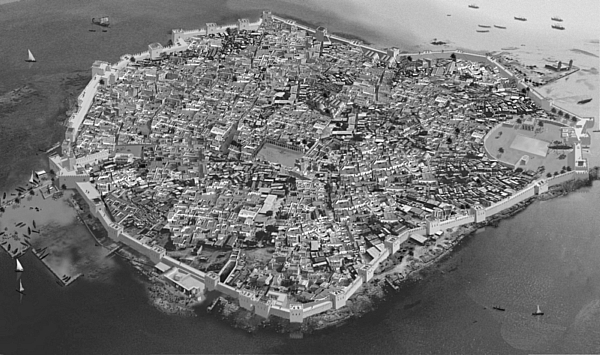
Mozia nel V secolo a.C., in una ipotesi ricostruttiva
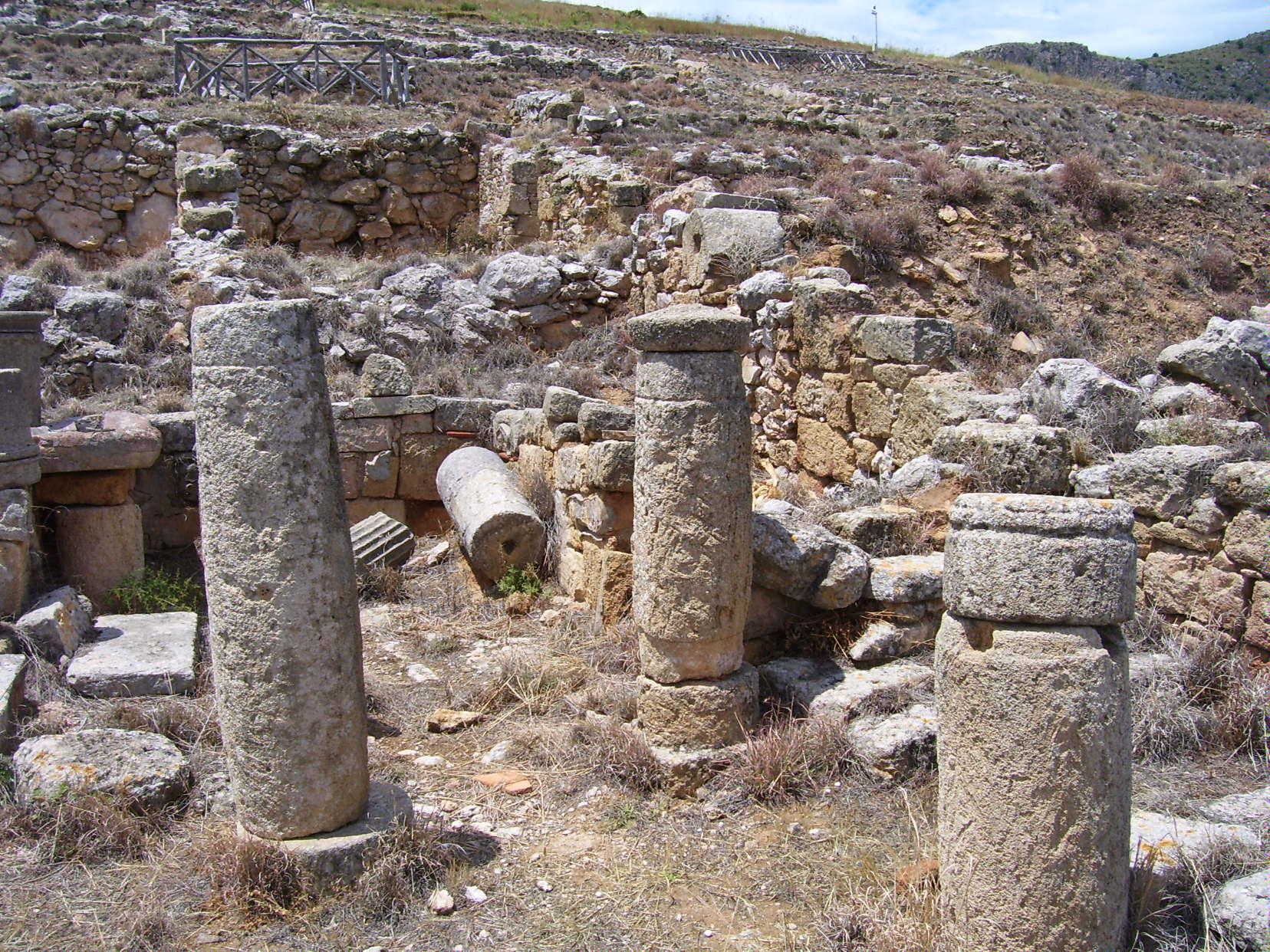
Il sito archeologico di Solunto
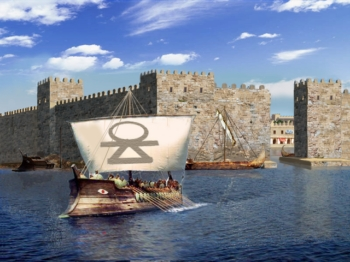
Ingresso del cothon di Mozia (ricostruzione)